# Pseudococculina gregaria
Pseudococculina gregaria är en snäckart som beskrevs av B.A. Marshall 1986. Pseudococculina gregaria ingår i släktet Pseudococculina och familjen Pseudococculinidae. Inga underarter finns listade i Catalogue of Life.